# Ivanivka, Malîn
Ivanivka (în ucraineană Іванівка) este localitatea de reședință a comunei Ivanivka din raionul Malîn, regiunea Jîtomîr, Ucraina.

## Demografie
Componența lingvistică a localității Ivanivka
     Ucraineană (97,05%)
     Rusă (2,65%)
     Alte limbi (0,29%)
Conform recensământului din 2001, majoritatea populației localității Ivanivka era vorbitoare de ucraineană (97,05%), existând în minoritate și vorbitori de rusă (2,65%).